# Phlandrous Fleming
Phlandrous Fleming Jr. (Athens, Georgia; 5 de diciembre de 1998) es un baloncestista estadounidense que pertenece a la plantilla del Telekom Baskets Bonn de la Basketball Bundesliga alemana. Con 1,93 metros de estatura, juega en la posición de escolta. 

## Trayectoria deportiva

### Universidad
Jugó cuatro temporadas con los Charleston Southern de la Universidad del Sur de Charleston, en las que promedió 15,0 puntos, 6,4 rebotes, 2,7 asistencias y 1,4 robos de balón por partido. En sus dos últimas temporadas con los Buccaneers fue elegido jugador defensivo del año de la Big South Conference e incluido en el mejor quinteto de la conferencia.
En abril de 2021 fue transferido a los Gators de la Universidad de Florida, donde jugó una quinta temporada, promediando 11,1 puntos, 4,4 rebotes y 2,1 asistencias por partido.

#### Estadísticas
| Año     | Equipo              | PJ  | PT  | MPP  | %TC  | %3P  | %TL  | RPP | APP | ROB | TPP | PPP  |
| ------- | ------------------- | --- | --- | ---- | ---- | ---- | ---- | --- | --- | --- | --- | ---- |
| 2017–18 | Charleston Southern | 29  | 26  | 28.0 | .417 | .364 | .722 | 3.9 | 1.6 | 1.2 | .4  | 10.6 |
| 2018–19 | Charleston Southern | 22  | 11  | 28.2 | .402 | .289 | .803 | 5.5 | 2.7 | 1.3 | .6  | 12.5 |
| 2019–20 | Charleston Southern | 32  | 31  | 35.4 | .434 | .259 | .779 | 8.7 | 3.8 | 1.3 | 1.5 | 17.7 |
| 2020–21 | Charleston Southern | 18  | 18  | 34.2 | .395 | .320 | .806 | 7.4 | 2.3 | 1.8 | .9  | 20.1 |
| 2021–22 | Florida             | 34  | 23  | 27.5 | .380 | .294 | .795 | 4.4 | 2.1 | 1.5 | .7  | 11.1 |
| Total   | Total               | 135 | 109 | 30.5 | .408 | .302 | .783 | 5.9 | 2.5 | 1.4 | .8  | 14.0 |

### Profesional
Tras no ser elegido en el Draft de la NBA de 2022, realizó una prueba con los South Bay Lakers en octubre, pero fue finalmente descartado. El 9 de diciembre firmó su primero contrato profesional con el Vitória SC de la Liga Portuguesa de Basquetebol. Allí jugó una temporada en la que promedió 16,1 puntos, 5,0 rebotes y 4,9 assitencias por partido.
El 5 de junio de 2023 firmó contrato con el ESSM Le Portel de la LNB Pro A francesa. Jugó una temporada, promediando 11,1 puntos, 4,4 rebotes y 3,4 asistencias por partido.
El 26 de junio de 2024 fichó por una temporada por el Telekom Baskets Bonn de la Basketball Bundesliga alemana.